# Jean Cras
Jean Émile Paul Cras (pronunciación en francés: /ʒɑ̃ kʁaz/; 22 de mayo de 1879-14 de septiembre de 1932) fue un compositor francés del siglo XX y oficial naval de carrera. Sus composiciones musicales se inspiraron en su Bretaña natal, en sus viajes a África y, sobre todo, en sus viajes por mar. Como comandante naval sirvió con distinción en la Campaña del Adriático durante la Primera Guerra Mundial.

## Biografía

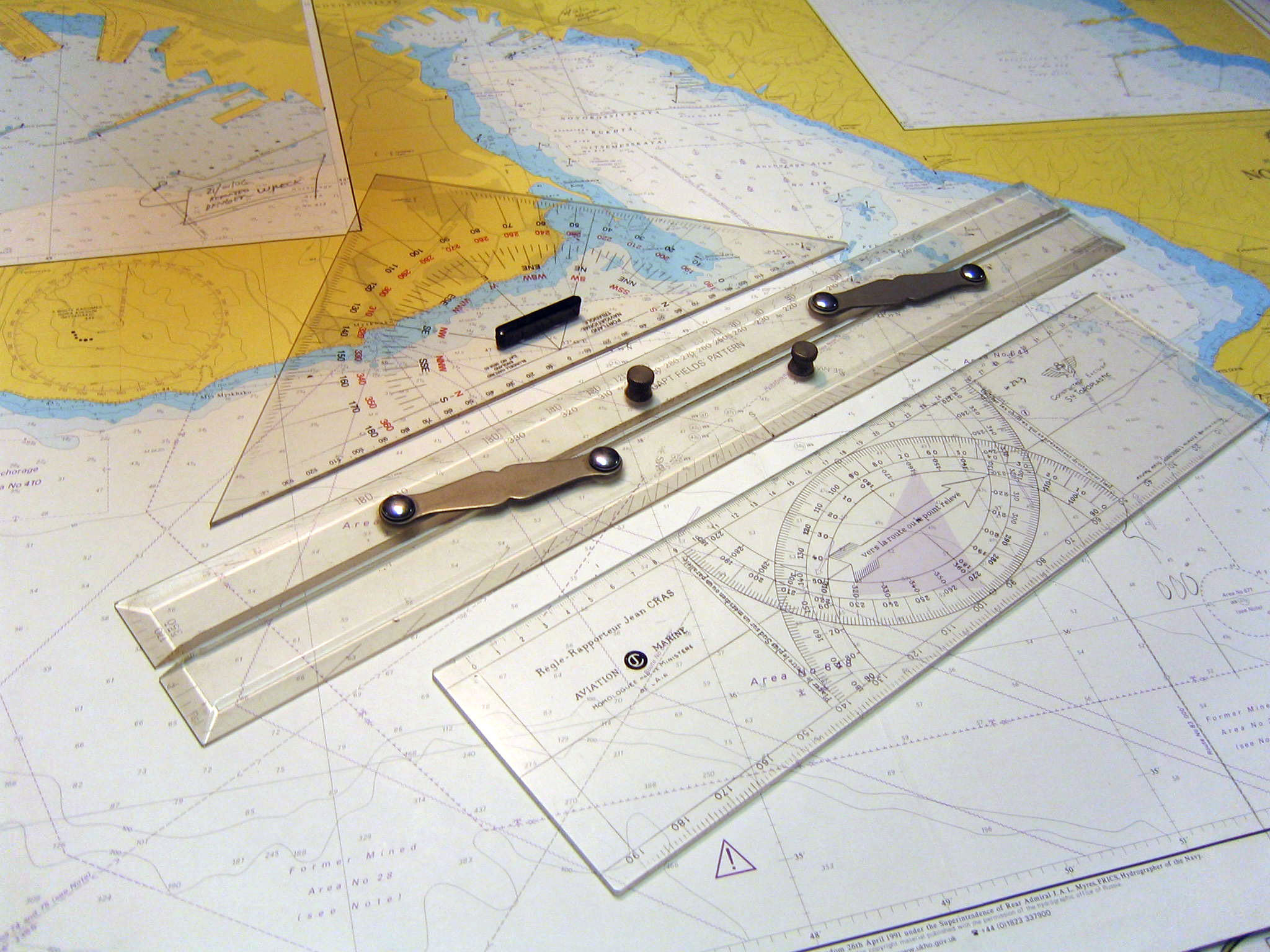
El "Cras Navegación Plotter", foreground, diseñado por Jean Cras.

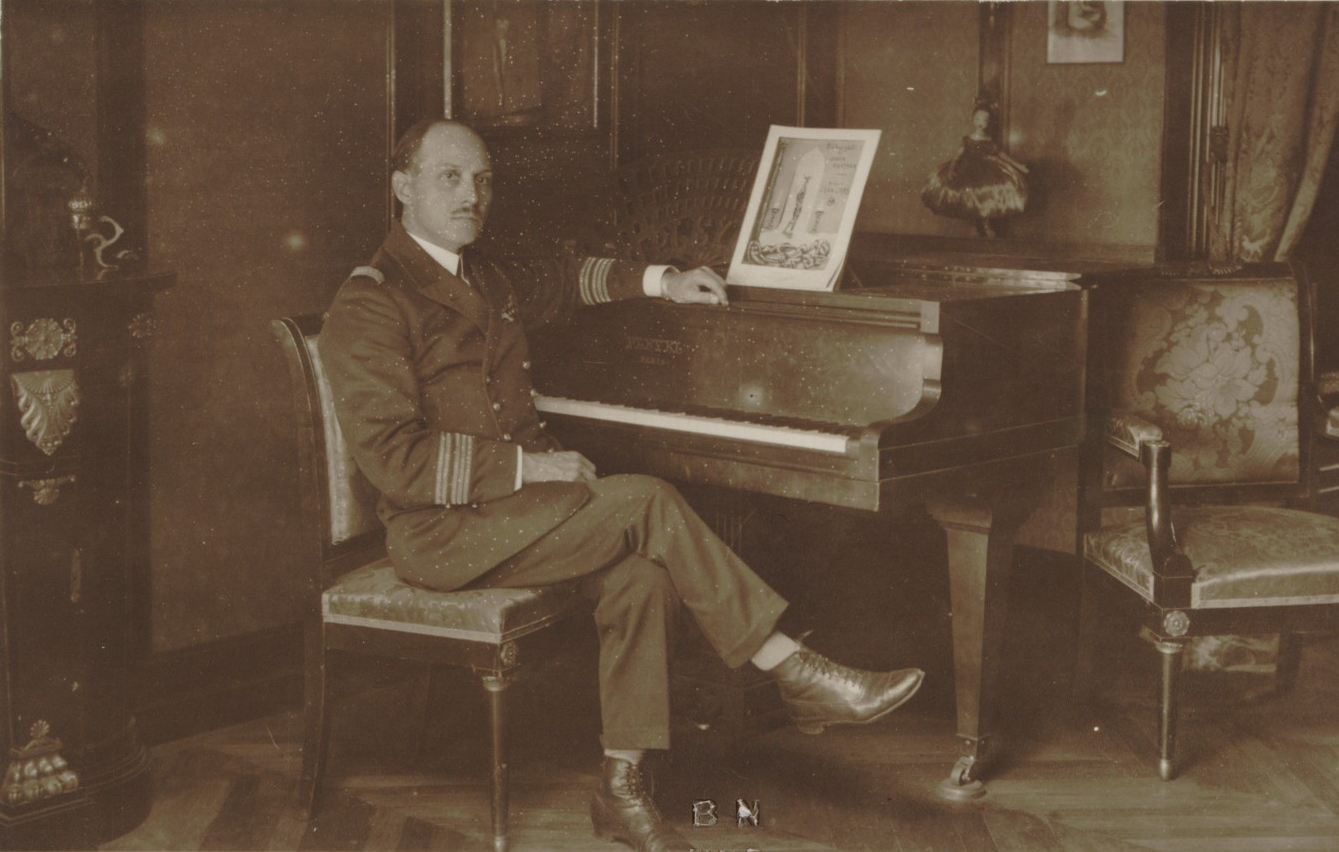
Jean Cras, capitán de barco, ca. 1930

Cras nació y murió en Brest. Su padre era oficial médico de la marina. Fue aceptado en la marina a la edad de diecisiete años. Como cadete medio marino en el [Iphigénie], luchó en las Américas, las Antillas y Senegal. Fue ascendido a teniente en 1908. Sus habilidades matemáticas lo llevaron a proponer una serie de innovaciones en las prácticas técnicas que fueron adoptadas por la marina, incluyendo la invención de un selector eléctrico y un transportador trazador de navegación (que fue nombrado en su honor).
Con el estallido de la guerra en 1914, Cras fue nombrado ayudante del almirante Augustin Boué de Lapeyrère. Más tarde trabajó en el Servicio de Defensa de Submarinos. En 1916 fue nombrado comandante del barco torpedo Commandant Bory. Durante la campaña del Adriático hundió un submarino y fue elogiado por su valentía al rescatar a un marinero que había caído por la borda.
Después de la guerra, Cras se convirtió en Secretario en Jefe del Jefe de Estado Mayor, y fue ascendido a Comandante. Sirvió en varios otros buques antes de ser nombrado Jefe de Servicio en el Estado Mayor para la Investigación Científica. En 1931 fue nombrado Mayor General del Puerto de Brest y ascendido a Contralmirante. Ocupaba esta posición cuando murió después de una corta enfermedad.
Su hija, Colette Cras, concertista de piano para la que escribió su concierto para este instrumento, se casó con el compositor polaco-francés Alexandre Tansman.

### Carrera musical

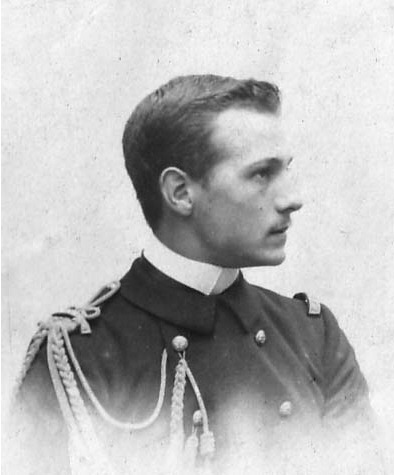
Jean Cras, ca. 1899

Cras conoció a Henri Duparc, el famoso compositor francés, al principio de su carrera, y ambos se hicieron amigos para toda la vida. Duparc llamó a Cras "el hijo de mi alma". Aunque los deberes de Cras en la marina francesa le dejaron poco tiempo para dedicarse a su trabajo musical, continuó componiendo a lo largo de su vida, principalmente escribiendo música de cámara y canciones. Gran parte de su obra más ambiciosa, la ópera Polyphème, fue escrita y orquestada durante la guerra, pero la mayor parte de su producción musical data de después de la guerra. Hoy en día, su trío de cuerdas y su cuarteto de cuerdas son sus obras más conocidas.
Su tragedia lírica Polyphème se considera su obra maestra. La ópera fue aclamada en su estreno en 1922, lo que dio a Cras una explosión de notoriedad en la prensa francesa. El personaje del título es Polifemo, que según la mitología griega es el cíclope de más edad, hijo de Poseidón. Cuenta la conocida historia del intento de Polifemo (barítono) de lograr el amor de Galatea (soprano) alejándola de Acis (tenor). En el mito original, Polifemo finalmente mata a Acis rodando una roca sobre él. Albert Samain, el libretista, humanizó a Polifemo haciendo que tomara conciencia de los sentimientos compartidos por los dos amantes y por ello decidiera no aplastarlos. Finalmente, el cíclope se adentra en el mar para encontrar la muerte porque la felicidad de la pareja lo horroriza. La música es impresionista, inquieta y altamente cromática, en el espíritu de Chausson y Duparc. También se aprecia la influencia de la ópera Pelléas et Mélisande de Debussy. (Una buena grabación de esta ópera se publicó en 2003, con Bramwell Tovey dirigiendo la Orquesta Filarmónica de Luxemburgo y Armand Arapian en el papel principal).
El trabajo posterior de Cras desarrolló un estilo más ácido similar al de Bartók, aunque formalmente cercano a César Franck. Consideró la música de cámara como su fuerte, escribiendo que "esta refinada forma musical se ha convertido para mí en la más esencial". Su Trío de Cuerdas en especial integra una amplia gama de estilos, incluyendo influencias norteafricanas. Fue descrita como una obra 'milagrosa' por André Himonet en 1932, pues logra "una sonoridad perfectamente equilibrada y una plenitud de expresión, entre las que no nos atrevemos a elegir". El Trío para Cuerdas y Piano también mezcla los patrones melódicos africanos y orientales con las tradiciones musicales bretonas en un todo coherente. El crítico Michel Fleury compara su obra con el estilo japonés del artista Henri Rivière, afirmando que revela "una tierra bretona estilizada, como si hubiera pasado por el tamiz de sus variadas experiencias adquiridas en los cuatro rincones del planeta".

## Obras selectas

### Ópera
- Polyphème, ópera en cinco actos sobre un libreto de Albert Samain (1910–1918, Ed. Salabert) (f.p. Opéra-Comique, París, 29 de diciembre de 1922.)

Pasajes publicados:
- N° 1: «Oh ! qui m'enlèvera…», Polyphème: Acto III, escena 1, (1921, Senart)
- N° 2: «Il est parti… Pourquoi faut-il que l'heure llega», Galatea: Acto IV, escena 5, (1921, Senart)
- Le Sommeil de Galatée, interludio musical del Acto I, (1922, Senart)

### Composiciones vocales
- (1892@–1896, numerosas canciones manuscritas, "Álbum de jeunesse")
- Panis angelicus (agosto de 1899, ms.)
- Sept mélodies, (poemas de Georges Rodenbach, Droin, Verlaine, Baudelaire) para voz y piano (1899@–1905, Ed. Salabert)

1. Douceur du soir, poema de Georges Rodenbach  (1901)
2. Mains lasses, poema de Georges Rodenbach  (1905)
3. L'espoir luit, poema de Paul Verlaine (Sagesse III), (1900, 1.º ed.; 1909, éd. mutuelle de la Schola Cantorum)
4. Le Hijo du cor, poema de Paul Verlaine (Sagesse X), (1900)
5. Rêverie, poema de Alfred Droin, (1903, 1.º ed.; 1909, ed. común de la Schola Cantorum)
6. Nocturne, poema por Alfred Droin, (1903, 1.º ed.; 1909, ed. común de la Schola Cantorum)
7. Correspondances, poema de Charles Baudelaire (1901)
- Ave verum, para voz, violín, órgano (o armonio) (1905, ms.)
- Deuxième messe à 4 voix un capella (1907–08, ms.)

1. Kyrie (1907)
2. Gloria (1907)
3. Sanctus (1908)
4. Benedictus (1908)
- Regina coeli, voces y órgano (1909, pub. 1914, Ed. Schola Cantorum)
- Ave Maria, para voz y órgano (agosto 1910, ms.)
- Elégies (Cuatro poemas de Albert Samain), para voz y orquesta (1910, Ed. Durand)
- L'Offrande lyrique (siete poemas de Rabindranath Tagore, tr. André Gide), para voz y piano (1920/1, ed. Salabert)
- Imagen (poema de E. Schneider), para voz y piano (1921, Ed. Salabert)
- Fontaines (Cinco poemas de Lucien Jacques), para orquesta y voz, o para piano y voz (1923, Ed. Salabert)
- Cinq Robaïyats (Cinco rubaiyat persas de Omar Khayyam, tr. Franz Toussaint), para voz y piano (1924, Ed. Salabert)
- Dans la montagne (Poemas de Maurice Boucher), cinco corales para cuarteto masculino (1925, Ed. Salabert)
- Hymne en l'honneur d'une Sainte (Texto de Jean Cras) para voces femeninas y órgano (1925, Ed. Salabert)
- Vocalise-Etude, para voz y piano (1928, Ed. Leduc)
- La Flûte de Cacerola para voz, flautas de Pan, violín, viola y chelo (cuatro poemas de Lucien Jacques), (1928, Ed. Salabert)
- Soir sur la mer (Poema de Virginie Hériot), para voz y piano (1929, Ed. Salabert)
- Trois Noëls (Poemas de Léon Chancerel), para voces y coro con piano (1929, Ed. Salabert)
- Trois chansons bretonnes (Poemas de Jean Cras), para voz y piano (1932, Ed. Salabert)
- Deux chansons: le roi Loudivic, Chanson du barde, extractos de Chevalier étranger por Tanguy Malmanche, para voz y piano (1932, Ed.Salabert)

### Música de cámara
- Viaje symbolique (trío de premier), para piano, violín & chelo (1899, ms.)
- L'Esprit (première sonate), para piano & de violín (1900, ms.)
- L'Âme (deuxième sonate), para viola & piano (1900, ms.)
- La Silla (troisième sonate), para chelo & piano (1900, Ed. Durand)
- Trío en ut vierte piano, violon et violoncelle (1907, Ed. Durand)
- À ma Bretagne, cuarteto de cuerda (1909, Ed. Salabert)
- Quintette, para flauta, arpa, violín, viola, & chelo, o para piano y cuarteto de cuerda (1922, Ed. Salabert)
- Prélude et danse: Demain, cuarteto de saxófono (1924–1926, ms.)
- Deux Impromptus Verter harpe (1925, Ed. Salabert)
- Trio pour violon, alto et violoncellee (Primavera de 1926; 1927, Senart)[1]
- Quatre petites pièces pour violon et piano:

1. Aire varié (1926, Ed. Salabert)
2. Habanera (1927, Ed. Salabert)
3. Evocación (1928, Ed.Salabert)
4. Epílogo (1929, Ed. Salabert)
- Suite en duo, para arpa & flauta, o para piano & violín (1927, Ed. Salabert)
- Quintette pour harpe, flûte, violon, alto et violoncelle (1928, Ed. Salabert)
- Légende, para chelo & piano (reducción de obra para chelo & orquesta) (1930, Senart)

### Obras para piano
- Impromptu Pastoral (1900, ms.)
- Petite pièce en fa mineur (1901, ms.)
- Valse en mi majeur (1904, ms.)
- Cinq poèmes intimes pour piano: (1912, E. Demets)

1. En Islande (1902, Ed. Eschig)
2. Preludio con fughetta (1902, Ed. Eschig)
3. Au fil de l'eau (1911, Ed. Eschig)
4. Recueillement (1904, Ed. Eschig)
5. La maison du matin (1911, Ed. Eschig)
- Deux Paysages: Paysage Marítimo, Paysage champêtre, para piano solo (1917, Ed. Durand)
- Danze (1917, Rouart, Lerolle et cie.)
- Quatre Danze: Danza morbida, Danza scherzosa, Danza tenera, Danza animata, para piano solo (1917, Ed. Salabert)
- Âmes d'enfants, pour 6 petites mains, piano a seis manos (1917, ms.), piano a cuatro manos (1922, Senart), también orquestada (1918, Ed. Salabert)
- Premier anniversaire, «A mon petit Jean-Pierre» (1 de mayo de 1919, ms.)
- Primer cuarteto de cuerda, versión para piano a cuatro manos (1921, Rouart, Lerolle et cie.)
- Deux impromptus, para piano o arpa, (1926, Senart)

### Órgano
- Chorale (1904, ms.)
- Grande marche nuptiale Verter orgue (1904, Ed. Schola Cantorum)

### Obras orquestales
- Andante religieux (1901, ms.)
- Âmes d'enfants, orquestación de obra para «piano y 6 pequeñas manos» (1921, Senart)
- Journal de bord, Suite symphonique (1927, Ed. Salabert)
- Légende pour violoncelle et orchestre (1929, Ed. Salabert)
- Concerto pour piano et orchestre (1931, Ed. Salabert), (reducción para 2 pianos, 1932, Senart)